# 刘子业
刘子业（449年2月25日—466年1月1日），小字法师，南北朝時期南朝宋皇帝，史稱「前廢帝」。为宋武帝曾孙，宋文帝孙，宋孝武帝刘骏长子，生母為文穆皇后王憲嫄。年号“永光”、“景和”。宋前廢帝以皇太子身份即位，但即位之初受制於掌權大臣而難以專政，遂於即位一年後將主政大臣戴法興誅殺，接著又將圖謀廢立的三名顧命大臣殺害，其中更殘忍肢解叔祖父江夏王劉義恭。此後前廢帝肆意行事，荒淫无道，做出很多殘暴甚至亂倫的行為，約半年後就在阮佃夫等人策劃下，被主衣壽寂之刺殺。

## 生平

### 立為太子
劉子業於元嘉二十六年正月十七日（449年2月25日）出生，四年後就發生了太子劉劭弒宋文帝奪位的事件，因為孝武帝起兵討伐劉劭，劉子業被劉劭囚於侍中下省。同年，孝武帝即位，於翌年孝建元年（454年）立了子業為皇太子。不過，子業一直居於永福省，在大明二年（458年）才出居東宮。子業在東宮多有犯錯，而孝武帝亦寵愛殷淑儀以及和她生下的皇子劉子鸞，於是一度有了廢子業，立子鸞的想法，但時為侍中的袁顗稱讚子業好學，天天進步，終也保住了其太子之位。

### 誅殺大臣
大明八年閏五月廿三日（464年7月12日），孝武帝去世，同日子業以皇太子繼位，是為宋前廢帝。孝武帝死前指定了江夏王劉義恭、柳元景、顏師伯、沈慶之及王玄謨五人為顧命大臣，分掌朝事以及軍旅之事。不過，前廢帝即位後朝事其實仍繼續由孝武帝寵臣越騎校尉戴法興及中書通事舍人巢尚之掌握，義恭等雖錄尚書事仍只守空名。前廢帝即位後不久獲尊為皇太后的生母王憲嫄病重，遂派人召廢帝前來，但廢帝卻說：「病人房間裡有很多鬼，太可怕了，這怎麼能去呢？」竟拒絕探望母親，不久太后便過世。而前廢帝的命令和活動此時亦受戴法興所約束，意願常常被法興壓下，法興甚至多次對廢帝說：「你這樣的作為，想成為營陽王嗎？」這令廢帝很不滿，於是與痛恨戴法興的宦官華願兒勾結誣陷法興，終於永光元年八月初一（465年9月6日）賜死了戴法興。
前廢帝又為了削弱時任尚書僕射的顏師伯的權力，故意重設左右僕射，以王彧為右僕射，更加奪其兼丹陽尹之職，令師伯深感不安。而前廢帝日漸顯露的狂悖行徑亦令柳元景、劉義恭等人十分憂心，於是義恭與元景、師伯等人密謀廢帝而立義恭，但久未有決定，又嘗試尋求沈慶之支持，但慶之卻向廢帝告發。永光元年八月十三日（465年9月18日），廢帝親領禁軍宿衛去搜捕柳元景，就地將其殺害；又領兵到義恭府第殺害義恭，更下令肢解義恭，甚至將義恭眼晴挖出來浸在蜜糖中，稱之為「鬼目粽」。二人皆被夷滅三族，顏師伯、劉德願等亦被誅殺。
沈慶之因與義恭並不親厚，又與師伯有私憾，遂告發了圖謀，廢帝亦以沈慶之為太尉以褒賞他。袁顗當日在孝武帝面前保廢帝太子之位，廢帝本亦感其恩德，加上沈慶之亦念在袁顗提拔之恩，袁顗遂得以在義恭等人被殺後入為吏部尚書，與慶之、徐爰領選事。然而，很快袁顗就因不合廢帝心意而獲罪，白衣領職，袁顗在恐懼之下自求外任，終獲授雍州刺史，遠赴襄陽。而留在朝中的沈慶之盡心對廢帝的荒唐行為作出規勸，也令廢帝很不滿。廢帝後來將姑姑新蔡公主劉英媚納於後宮，向外謊稱她是謝貴嬪，宣稱公主已死並以一個婢女的屍體冒充，送到公主丈夫何邁那裏供治喪用。何邁本亦已受猜忌，早有廢立的準備，打算趁廢帝出遊時下手，但圖謀外泄，景和元年十一月，何邁又遭廢帝親自領兵誅殺。殺何邁前，廢帝深知沈慶之一定會來反對，於是命人封鎖清豁諸橋以阻止其前來，年已八十的慶之無法晉見後回府，廢帝及後派了與慶之有過節的沈攸之送藥賜死他。

### 逼害宗室
新安王劉子鸞一度危及廢帝太子之位，廢帝在誅除義恭等人後開始對其進行報復，景和元年九月十一日（465年10月16日），就下令賜死子鸞，同為殷淑儀所生的十二皇女以及劉子師都一同被賜死，並開挖殷淑儀的墓穴，又怪罪寫了《宋孝武宣貴妃誄》的謝莊，甚至想掘開父親陵墓景寧陵，只因太史勸阻而不成事，不過仍然用糞便弄污陵墓。另一方面，前廢帝亦忌憚一眾叔父威脅他的地位，其中九叔義陽王劉昶早在孝武一朝就有謀反的傳言，到廢帝在位年間就更盛，廢帝亦常對旁人稱他即位以來未試過戒嚴，有所不快。劉昶在義恭等人被殺後上表入朝，廢帝就向陪使者入都的劉昶典籤籧法生宣稱劉昶與義恭合謀反叛，入朝正好，但又斥責法生沒有通報劉昶謀反的訊息。法生聞言恐懼，於是立即逃到彭城告知劉昶，而廢帝就以此為由北討，於九月己酉親征彭城，並宣布內外戒嚴。劉昶試圖起兵抵抗但無人支持，只好逃到北魏。
剩下諸叔，廢帝將他們囚於殿內毆打欺凌，其中他最忌憚較年長的十一叔湘東王劉彧、十二叔建安王劉休仁及十三叔山陽王劉休祐，因他們都很肥壯而命人用竹籠載著他們量度體重，最重的劉彧被稱為「豬王」，休仁及休祐分別獲得「殺王」及「賊王」之號，並時常命他們隨行左右。才能差劣的八叔東海王刘祎也被稱為「驢王」，只有年紀尚輕的桂陽王劉休範及巴陵王劉休若過得好點。廢帝曾經脫光劉彧，將他放到坑中，並將飯菜都倒在木槽中混合，讓坑中的劉彧像豬一樣到木槽進食，以作娛樂；又常想殺害三王，但因劉休仁用其計策取悅廢帝，廢帝將就一直沒有殺他們。不過，廢帝卻屢次逼姦宮中妃主，例如命身邊官員侍從當著休仁面前逼姦休仁生母楊太妃，又曾威逼南平王妃江氏就範，在她堅拒後殺掉她的三個兒子南平王劉敬猷、廬陽王劉敬先及南安縣侯劉敬淵。因著文帝及孝武帝在兄弟中皆排名第三，得入繼帝位，廢帝對三弟晉安王劉子勛亦很猜忌，而何邁的廢立圖謀都是以子勛取代廢帝。何邁失敗後，廢帝乘此指控子勛與何邁謀反，派了使者賜死子勛，以鄧琬為首的子勛屬官們最終決定起兵抗命，在十一月十九日於尋陽宣布戒嚴。

### 遇刺身死
前廢帝表現無道，蔡興宗更曾經向在軍中有威望的沈慶之及王玄謨明言起事推翻廢帝，又曾向掌禁軍的右衞將軍劉道隆暗示，但都遭對方拒絕。相反，前廢帝以美女財帛等東西賜給宗越、譚金、童太一及沈攸之等將領，讓他們甘心為前廢帝服務，為其爪牙。而湘東世子師阮佃夫見劉彧被囚於殿內，常面臨被殺危機，就與王道隆、李道兒、禁中將領柳光世等人以及淳于文祖、繆方盛等前廢帝身邊近臣密謀廢立。景和元年十一月二十九日，前廢帝打算出巡荊湘二州，並欲在出發前將劉彧等三王殺害，阮佃夫在前廢帝早上出華林園時將圖謀密告主衣壽寂之、細鎧主姜產之等人，獲得響應，其中防守華林閤的隊主樊僧整也加入。當晚入夜後，廢帝在竹林堂前與巫師射鬼，壽寂之就領著姜產之等人衝進去行刺廢帝，廢帝見寂之衝過來就用箭射他，但沒有命中，於是逃跑，但被寂之追上，被殺，得年十七歲。

## 性格特徵
史載前廢帝幼而狷急，故任太子期間屢遭孝武帝指責，如孝武帝西巡時命廢帝參侍侯起居，就因為字跡差而被罵，甚至被孝武帝指他「素都懈怠，狷戾日甚，何以固乃爾邪！」廢帝即位後初亦受制於戴法興等人，但自法興等被殺後，就沒有人敢阻遏廢帝行事，很多大臣都被打，人心騷動。
廢帝雖然多有猜忌逼害宗室的舉動，但對於同胞所生的劉子尚及山陰公主劉楚玉卻相當親近，經常一同行動，子尚性情亦有如廢帝那樣。廢帝曾應公主的要求賜其面首三十，並命當時的美男子尚書吏部郎褚淵侍候公主十天。
不過廢帝年輕時都有好學一面，故也對古事有一定認識，所作的《世祖誄》及一些雜篇都不乏有文采的地方，又曾仿效曹操設立發丘中郎將及摸金校尉兩職。

## 逸事
- 廢帝在母親病重時不肯探望，母親死後卻在其夢中出現，並說：「汝不仁不孝，本無人君之相，子尚愚悖如此，亦非運祚所及。孝武險虐滅道，怨結人神，兒子雖多，並無天命；大命所歸，應還文帝之子。」
- 廢帝曾在華林園竹林堂命宮女們裸身追逐以供自己取樂，其中一名宮女不肯，廢帝就殺了她。不久，廢帝卻夢見後堂有一女子罵他，廢帝醒來後大怒，遂命人在宮中找出一個和夢中女子相貌相似的宮人，又將她殺死。就在當晚，這個宮人就在廢帝夢中出現，說已經將被枉殺的事告知上帝。後巫師宣稱竹林堂有鬼，才有廢帝前往射鬼，遭壽寂之刺殺的事。

## 家庭

### 家世
| 王嘏 | 王嘏 | 王嘏 | 王嘏 | 王嘏 | 王嘏 |                 |                 |                 |                 |                 |                 | 宋武帝            | 宋武帝            | 宋武帝            | 宋武帝            | 宋武帝            | 宋武帝            |  |  |        |        |        |        |        |        | 章皇太后 胡道安 | 章皇太后 胡道安 | 章皇太后 胡道安 | 章皇太后 胡道安 | 章皇太后 胡道安 | 章皇太后 胡道安 |  |  | 路興之          | 路興之          | 路興之          | 路興之          | 路興之          | 路興之          |  |  |        |        |        |        |        |        |
| 王嘏 | 王嘏 | 王嘏 | 王嘏 | 王嘏 | 王嘏 |                 |                 |                 |                 |                 |                 | 宋武帝            | 宋武帝            | 宋武帝            | 宋武帝            | 宋武帝            | 宋武帝            |  |  |        |        |        |        |        |        | 章皇太后 胡道安 | 章皇太后 胡道安 | 章皇太后 胡道安 | 章皇太后 胡道安 | 章皇太后 胡道安 | 章皇太后 胡道安 |  |  | 路興之          | 路興之          | 路興之          | 路興之          | 路興之          | 路興之          |  |  |        |        |        |        |        |        |
|      |      |      |      |      |      |                 |                 |                 |                 |                 |                 |                   |                   |                   |                   |                   |                   |  |  |        |        |        |        |        |        |                 |                 |                 |                 |                 |                 |  |  |                 |                 |                 |                 |                 |                 |  |  |        |        |        |        |        |        |
|      |      |      |      |      |      |                 |                 |                 |                 |                 |                 |                   |                   |                   |                   |                   |                   |  |  |        |        |        |        |        |        |                 |                 |                 |                 |                 |                 |  |  |                 |                 |                 |                 |                 |                 |  |  |        |        |        |        |        |        |
| 王偃 | 王偃 | 王偃 | 王偃 | 王偃 | 王偃 |                 |                 |                 |                 |                 |                 | 吴兴昭公主 劉榮男 | 吴兴昭公主 劉榮男 | 吴兴昭公主 劉榮男 | 吴兴昭公主 劉榮男 | 吴兴昭公主 劉榮男 | 吴兴昭公主 劉榮男 |  |  | 宋文帝 | 宋文帝 | 宋文帝 | 宋文帝 | 宋文帝 | 宋文帝 |                 |                 |                 |                 |                 |                 |  |  | 昭皇太后 路惠男 | 昭皇太后 路惠男 | 昭皇太后 路惠男 | 昭皇太后 路惠男 | 昭皇太后 路惠男 | 昭皇太后 路惠男 |  |  | 路道慶 | 路道慶 | 路道慶 | 路道慶 | 路道慶 | 路道慶 |
| 王偃 | 王偃 | 王偃 | 王偃 | 王偃 | 王偃 |                 |                 |                 |                 |                 |                 | 吴兴昭公主 劉榮男 | 吴兴昭公主 劉榮男 | 吴兴昭公主 劉榮男 | 吴兴昭公主 劉榮男 | 吴兴昭公主 劉榮男 | 吴兴昭公主 劉榮男 |  |  | 宋文帝 | 宋文帝 | 宋文帝 | 宋文帝 | 宋文帝 | 宋文帝 |                 |                 |                 |                 |                 |                 |  |  | 昭皇太后 路惠男 | 昭皇太后 路惠男 | 昭皇太后 路惠男 | 昭皇太后 路惠男 | 昭皇太后 路惠男 | 昭皇太后 路惠男 |  |  | 路道慶 | 路道慶 | 路道慶 | 路道慶 | 路道慶 | 路道慶 |
|      |      |      |      |      |      |                 |                 |                 |                 |                 |                 |                   |                   |                   |                   |                   |                   |  |  |        |        |        |        |        |        |                 |                 |                 |                 |                 |                 |  |  |                 |                 |                 |                 |                 |                 |  |  |        |        |        |        |        |        |
|      |      |      |      |      |      | 文穆皇后 王憲嫄 | 文穆皇后 王憲嫄 | 文穆皇后 王憲嫄 | 文穆皇后 王憲嫄 | 文穆皇后 王憲嫄 | 文穆皇后 王憲嫄 |                   |                   |                   |                   |                   |                   |  |  |        |        |        |        |        |        | 宋孝武帝        | 宋孝武帝        | 宋孝武帝        | 宋孝武帝        | 宋孝武帝        | 宋孝武帝        |  |  |                 |                 |                 |                 |                 |                 |  |  | 路皇后 | 路皇后 | 路皇后 | 路皇后 | 路皇后 | 路皇后 |
|      |      |      |      |      |      | 文穆皇后 王憲嫄 | 文穆皇后 王憲嫄 | 文穆皇后 王憲嫄 | 文穆皇后 王憲嫄 | 文穆皇后 王憲嫄 | 文穆皇后 王憲嫄 |                   |                   |                   |                   |                   |                   |  |  |        |        |        |        |        |        | 宋孝武帝        | 宋孝武帝        | 宋孝武帝        | 宋孝武帝        | 宋孝武帝        | 宋孝武帝        |  |  |                 |                 |                 |                 |                 |                 |  |  | 路皇后 | 路皇后 | 路皇后 | 路皇后 | 路皇后 | 路皇后 |
|      |      |      |      |      |      |                 |                 |                 |                 |                 |                 |                   |                   |                   |                   |                   |                   |  |  |        |        |        |        |        |        |                 |                 |                 |                 |                 |                 |  |  |                 |                 |                 |                 |                 |                 |  |  |        |        |        |        |        |        |
|      |      |      |      |      |      |                 |                 |                 |                 |                 |                 |                   |                   |                   |                   | 劉子業            |                   |  |  |        |        |        |        |        |        |                 |                 |                 |                 |                 |                 |  |  |                 |                 |                 |                 |                 |                 |  |  |        |        |        |        |        |        |

### 叔父
宋明帝劉彧

### 妃
1. 何令婉，元配，後追諡獻皇后
2. 路皇后，太皇太后路惠男之弟路道慶之女
3. 劉英媚，位份貴嬪，劉子業之姑母，伪称为谢氏
4. 羊良娣
5. 袁保林

### 子女
1. 一子未命名，可能实为劉之子

## 想像畫

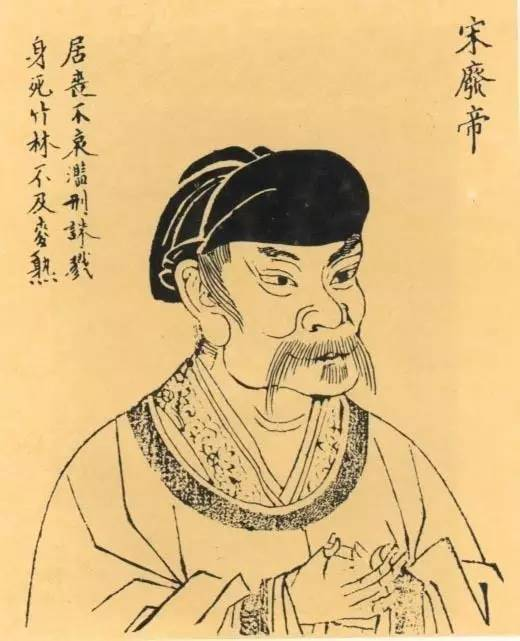
《歷代古人像贊》（1498年）

## 影視形象
- 2018年电视剧《凤囚凰》：张逸杰饰刘子业

## 延伸阅读
[在维基数据编辑]
 《宋書·卷7》，出自沈约《宋书》
 《南史·卷02》，出自李延壽《南史》
 在维基共享资源阅览影像